# Phlebopenes splendidus
Phlebopenes splendidus är en stekelart som beskrevs av Perty 1833. Phlebopenes splendidus ingår i släktet Phlebopenes och familjen hoppglanssteklar.
Artens utbredningsområde är:
- Bolivia.
- Paraguay.

Inga underarter finns listade i Catalogue of Life.